# Дзугутов, Владимир Майрамович
Влади́мир Майра́мович Дзугу́тов (осет. Зыгъуытаты Майрамы фырт Владимир; 9 января 1962, Верхний Згид, Северо-Осетинская АССР — 20 мая 2011) — советский борец вольного стиля, обладатель Кубка мира по вольной борьбе. Мастер спорта СССР международного класса по вольной борьбе.

## Биография
Родился 9 января 1962 года в селении Верхний Згид Алагирского района Северной Осетии — Алании. С 1970 года стал заниматься вольной борьбой у тренера Асланбека Дзенаевича Бекоева. Трёхкратный чемпион РСФСР среди юношей (1978, 1979, 1980), трёхкратный чемпион СССР среди юношей (1978, 1979, 1980). В 1983 году стал бронзовым призёром чемпионата Европы среди взрослых и чемпионом мира и Европы среди молодёжи. В 1984 году стал обладателем Кубка мира и серебряным призёром чемпионата СССР. В 1985 году стал чемпионом РСФСР и серебряным призёром чемпионата СССР.
Женился в 1987 году на Цаликовой Лолите. В 1988 году рождается дочь Римма, в 1991 году — дочь Диана и в 1993 году — сын Заурбек.
Окончил два факультета Северо-Осетинского государственного университета имени Коста Левановича Хетагурова: физического воспитания и спорта в 1987 году и экономический в 1991 году.
Позднее тренировал борцов Северо-Кавказского военного округа. Также стал успешным бизнесменом.
Умер 20 мая 2011 года.

## Спортивные достижения
- Чемпион мира и Европы среди молодежи (1983)
- Обладатель Кубка мира в Толидо (1984)
- Чемпион РСФСР (1985)